# Villa Camponeschi
Villa Camponeschi è una frazione del comune di Posta, in provincia di Rieti.

## Geografia
La frazione si trova a monte della valle del Velino e delle omonime gole, lungo la strada provinciale n. 16, che lo collega a Posta e a Borbona.

## Storia
La località era abitata già dall'epoca romana. Infatti in località "lu Lagu" sono stati trovati dei resti di edifici, identificati come terme. Nell'Ottocento lo studioso Niccolò Persichetti rinvenne ulteriori testimonianze: un pavimento di mosaico in pietra locale bianca e un cippo calcareo che costituiva il coperchio di un sepolcro e riportava l'iscrizione «P. URSINUS. Q.F.T.A. QUI MAGO» (all'epoca utilizzato come sedile all'esterno di una chiesa e successivamente andato perso).
Il Persichetti, nel 1893, riportava che ancora ai suoi tempi si accedeva a Villa Camponeschi «con grande disagio e per aspri sentieri [...] attraversando orridi burroni».